# Tetrapterys hirsutula
Tetrapterys hirsutula là một loài thực vật có hoa trong họ Malpighiaceae. Loài này được Cuatrec. & Croat miêu tả khoa học đầu tiên năm 1980.